# Stadsprijs Geraardsbergen 1979
De 48e editie van de Belgische wielerwedstrijd Stadsprijs Geraardsbergen werd verreden op 29 augustus 1979. De start en finish vonden plaats in Geraardsbergen. De winnaar was Eric Van De Wiele, gevolgd door Frank Hoste en Paul Jesson.

## Uitslag
| Stadsprijs Geraardsbergen 1979 |                   |                                   |      |
| Plaats                         | Naam              | Ploeg                             | Tijd |
| Winnaar                        | Eric Van De Wiele | Ijsboerke-Warncke Eis-Koga Miyata |      |
| 2                              | Frank Hoste       | Marc Zeepcentrale-Superia         |      |
| 3                              | Paul Jesson       | Splendor                          |      |

1912 · 1913 · 1914–1926 · 1927 · 1928–1932 · 1933 · 1934 · 1935 · 1936 · 1937 · 1938 · 1939 · 1940 · 1941 · 1942 · 1943 · 1944 · 1945 · 1946 · 1947 · 1948 · 1949 · 1950 · 1951 · 1952 · 1953 · 1954 · 1955 · 1956 · 1957 · 1958 · 1959 · 1960 · 1961 · 1962 · 1963 · 1964 · 1965 · 1966 · 1967 · 1968 · 1969 · 1970 · 1971 · 1972 · 1973 · 1974 · 1975 · 1976 · 1977 · 1978 · 1979 · 1980 · 1981 · 1982 · 1983 · 1984 · 1985 · 1986 · 1987 · 1988 · 1989 · 1990 · 1991 · 1992 · 1993 · 1994 · 1995 · 1996 · 1997 · 1998 · 1999 · 2000 · 2001 · 2002 · 2003 · 2004 · 2005 · 2006 · 2007 · 2008 · 2009 · 2010 · 2011 · 2012 · 2013 · 2014 · 2015 · 2016 · 2017 · 2018 · 2019 · 2020 · 2021 · 2022